# Тодор Алексиев
Тодор Николаев Алексиев е български волейболист. Посрещач на шампиона на България по волейбол ВК Хебър (Пазарджик).

## Клубна кариера
Роден е на 21 април 1983 г. в Пловдив. Син е на бившия волейболист Николай Алексиев, който понастоящем е изпълнителен директор на ФК Марица (Пловдив).
Започва кариерата си в Локомотив Пловдив при треньора Кирил Нечев. Играе на поста посрещач. Трикратен шампион на България с Левски Сиконко.
От 2007 г. е състезател на италианския Фамилио Корилиано, но поради забавяне изплащането на трансферната сума, договорът е прекратен и Алексиев отново е картотекиран в Левски Сиконко.
През 2008 г. играе в турския „Халкбанк“ със съотборника си от националния отбор Данаил Милушев и бившия капитан на отбора Николай Иванов с треньор Мартин Стоев.
През сезона 2009/2010 г. се състезава за руския Локомотив-Изумруд (Екатеринбург).
През сезона 2010/2011 г. се състезава за турския Истанбул Бююкшехир Беледийеси.
През 2011 г. е включен в отбора на Акуа Парадизо Монца Брианца (Монца, Италия), но поради рядкото му попадане в титулярния състав, се прехвърля в Газпром-Югра (Сургут, Русия), където тогава треньор е Пламен Константинов. В този отбор остава до 2015 г.
През сезон 2015 – 2016 се става шампион на Аржентина с УПЦН (Сан Хуан), в който се състезава заедно с Николай Учиков.
През сезон 2016 – 2017 преминава в Аржентина Персонал Боливар, с когото също печели шампионска титла.
През 2017 – 2018 г. той се състезава за Олимпиакос Пирея и става шампион на Гърция, като е обявен за най-полезен играч на първенството.
През 2018 – 2019 г. преминава в „Спортинг“ (Лисабон, Португалия).
През 2019 отново се присъединява към състава на „Олимпиакос“, с когото печели титлата на Гърция.
През 2019 година се завръща в България и играе за Хебър (Пазарджик) до 2023 година, когато слага край на спортната си кариера. Същата година е назначен за спортен директор в Хебър.

## Национален отбор
Бронзов медалист от световното първенство за младежи в Иран през 2003 г. В националния отбор е от 2001 година. Бронзов медалист от световното първенство в Япония 2006 г. и от Световната купа в Япония 2007 г.
През 2008 участва на Летните олимпийски игри в Пекин, но отборът на България стига до четвъртфинал и остава извън зоната на медалите.
На европейското първенство в Турция 2009 г. постига бронзов медал.
Печели наградите за най-добър реализатор и посрещач в Световната лига по волейбол 2012.
На Олимпиадата в Лондон 2012 българският национален отбор се класира четвърти.
На европейското първенство в Дания и Полша е избран за най-добър посрещач.
През 2015 г. участва в първите европейски олимпийски игри в Баку (Азербайджан), където достига до сребърно отличие.
През 2013 г. е избран за почетен гражданин на Пловдив.

## Личен живот
През 2006 г. Тодор Алексиев се жени за българската волейболистка Ваня Вълканова, като имат две деца – Теодор и Никол.